# 大分市の地名
大分市の地名では、大分県大分市の地名の一覧を記す。
昭和の大合併以前の旧大分市を除き、原則、旧市町村ごとに支所が設置されているため、支所の管轄ごとに記述する。ただし、近年、旧市町村によらない明野支所が設置されているため、境界がはっきりしない大字については鶴崎地区とともに記載し、それ以外の項目に限り明野地区を別記とする。

## 旧市街（府内城下）の町名
大分市中心部・府内城下の公称地名は、住居表示実施以前はすべて「大字大分」であった。しかし、あくまで通称町名もしくは小字という形ではあったが、他の城下町同様、町名が設置されていた。この項では、城下町の伝統的な町名について、主に明治期から昭和中期・住居表示実施の時期までについて記す。
大分町は1875年（明治8年）、府内町・松末町・笠和町・千手堂町・同慈寺町・荷揚町・南勢家町の7町が合併し発足している。ただし、このうち、府内町・松末町・千手堂町・南勢家町については、複数の町の総称であり、実際は計53町が大分町に通称町名あるいは小字として引き継がれたことになる。以下、町の一覧を示す。
府内町
唐人町、名ヶ小路町（名号小路町）、於北町、桧物町、東上市町、中上市町、西上市町、鍛冶屋町、京町、革屋町（本町）、大工町、魚町、茶屋町、白銀町、西小路町、桜町、室町、西町、清忠寺町、上柳町、中柳町、下柳町、塗師町（ぬし）、田町、今在家町、寺町、下紺屋町、上紺屋町、竹町（1丁目～5丁目）、東新町（※後述）
※小字名としては細工町を含む。
松末町
中ノ町、下市町、稲荷町、胡町、万屋町、長池町、北町、中横町、東町、塩九升町、東新町（※後述）
※小字名としては長池町を東西に分けている。また、上記以外に御屋敷、江戸町の小字が存在した。
千手堂町
小物座町（こもんざ）、天神町、後小路町、古川町、米屋町、元町
南勢家町
堀川町、船頭町、西新町、沖ノ浜町
※小字名としては袋町、堀詰、大道を含む。袋町は荷揚町に同名の町が存在したが関連は不明。
笠和町
当町を細かく分ける単位はない。住居表示直前の段階では、字笠和町ではあったものの、通称町名としては「若草」と呼ばれていた。
同慈寺町
同慈寺町は細工町と言う別名があり、むしろ当時の地図も「細工町」と書かれていたケースがほとんどである。ただし、小字名一覧によれば、「細工町」は府内町の一となっている。
荷揚町
小字としては東広小路、西広小路、北広小路、薮小路、山里、大手前、中島、開墾地、南新地、西新地が存在した。ただし、南新地を除けば、全域が通称町名としては荷揚町北・西・東・南として扱われていた。南新地・西新地については堀の埋め立て地であり、その後も通称町名として用いられた。
別の地図によれば、のちの荷揚町にあたる地区の町名として、東広小路、中広小路、薮小路、袋町、南町、東立町、山里口、北裏町、北広小路、中立町、浄安寺町、西町、西広小路が存在した。これらの町名のうちいくつかは、後述の旧町名表示板が設置されている。
※東新町
7町の区分では府内町・松末町にまたがる地域として記述されている。また、当町の小字として勢溜、坊ヶ小路、六軒町が存在する。このうち坊ヶ小路は現在の錦町。
1922年、東大分村のうち、大分川左岸にあたる舞鶴町・中島裏（現在の中島・碩田町など）・豊河原（別名、弁天島。現在の弁天など）を編入し、大字大分に編入した。
1928年の時点で、大分市は83区に分けられており、内35区が大字大分に割り当てられていた。以下、その区分けを示す。上記の旧53町以外の地名を太字とする。
| 区   | 町名                         | 区   | 町名                               | 区   | 町名                               |
| ---- | ---------------------------- | ---- | ---------------------------------- | ---- | ---------------------------------- |
| 1    | 東荷揚町・南荷揚町           | 2    | 北荷揚町・西荷揚町                 | 3    | 東新地・中新地・西新地・南新地     |
| 4    | 西長池町・東長池町・北町     | 5東  | 長浜町                             | 5西  | 塩九升町                           |
| 6    | 東新町・南新町               | 7    | 元町                               | 8    | 米屋町・古川町                     |
| 9    | 万屋町・胡町・稲荷町         | 10   | 後小路町                           | 11北 | 中ノ町・下市町                     |
| 11南 | 天神町・小物座町             | 12北 | 桧物町・東上市町・唐人町・名ヶ小路 | 12南 | 外堀                               |
| 13   | 中上市町・西上市町・鍛冶屋町 | 14   | 本町・京町                         | 15   | 室町・西町                         |
| 16   | 中柳町・上柳町・清忠寺町     | 17   | 笠和町                             | 18   | 竹町                               |
| 19   | 下柳町・塗師町・田町         | 20   | 桜町・西小路町                     | 21   | 白銀町・茶屋町                     |
| 22   | 大工町・細工町・魚町         | 23   | 堀川町                             | 24   | 上紺屋町・下紺屋町・寺町・今在家町 |
| 25   | 船頭町                       | 26   | 北新町                             | 27   | 西新町                             |
| 28   | 大道町1～3丁目               | 29   | 上野町                             |      |                                    |
| 69   | 舞鶴町                       | 70   | 豊河原（弁天島）                   | 71   | 中島裏                             |

旧53町のうち、1928年の時点で確認できないのは沖ノ浜町・東町・中横町・於北町である。このうち沖ノ浜町は「大字勢家に含まれ」、「現在の浜町」とされ、その間の動向は不明である。同じ南勢家町組であった船頭町・西新町と近接する番号の区に北新町が新設されているが、関連は不明である（ただし、北新町と浜町は隣接している）。東町・中横町は長池町に含まれたとされる。また、その長池町と荷揚町がいくつかに分割されている。於北町はその後も継続して通称町名として使われたため、上の一覧に記載がない理由は不明である。
府内城周辺の埋め立て地が○新地とされ、南新地・西新地は前述のとおりであるが、中新地・東新地はその後の地名には見られず、詳細不明である。
その後、住居表示実施直前では以下の町が存在した。
| 住居表示直前の町名 | 1928年時点の町名                                                          | 現在の町名                         |
| ------------------ | ------------------------------------------------------------------------- | ---------------------------------- |
| 荷揚町西           | 荷揚町・桜町・西小路町・白銀町・茶屋町・大工町・細工町・魚町・（西新地?） | 中央町・都町                       |
| 荷揚町東           | 荷揚町                                                                    | 大手町・中島西                     |
| 荷揚町南           | 荷揚町                                                                    | 府内町                             |
| 荷揚町北           | 荷揚町                                                                    | 荷揚町                             |
| 南新地             | 南新地                                                                    | 大手町・府内町                     |
| 長池町             | 長池町                                                                    | 大手町                             |
| 北町               | 北町                                                                      | 大手町                             |
| 塩九升町           | 塩九升町                                                                  | 金池町・長浜町                     |
| 長浜西             | 長浜町                                                                    | 長浜町                             |
| 長浜東             | 長浜町                                                                    | 長浜町                             |
| 長浜南             | 長浜町                                                                    | 錦町                               |
| 東新町南           | 東新町                                                                    | 金池町                             |
| 東新町北           | 東新町                                                                    | 金池町                             |
| 南新町             | 南新町                                                                    | 金池町                             |
| 元町               | 元町                                                                      | 元町・上野丘東                     |
| 米屋町             | 米屋町                                                                    | 大手町                             |
| 古川町             | 古川町                                                                    | 大手町                             |
| 万屋町             | 万屋町                                                                    | 大手町                             |
| 胡町               | 胡町                                                                      | 大手町                             |
| 稲荷町             | 稲荷町                                                                    | 大手町                             |
| 後小路町           | 後小路町                                                                  | 大手町                             |
| 天神町             | 天神町                                                                    | 府内町                             |
| 中央町             | 唐人町                                                                    | 中央町・府内町                     |
| 外堀               | 外堀                                                                      | 大手町                             |
| 本町               | 本町・京町・室町・西町・清忠寺町                                          | 中央町                             |
| 若草               | 笠和町・西上市町・鍛冶屋町                                                | 中央町                             |
| 於北町             | 於北町・中上市町・東上市町                                                | 末広町                             |
| 紺屋町             | 上柳町・中柳町・下柳町・塗師町・田町・上紺屋町・下紺屋町・寺町・今在家町  | 中央町・都町                       |
| 竹町               | 竹町                                                                      | 中央町                             |
| 堀川町             | 堀川町                                                                    | 寿町・千代町・都町                 |
| 船頭町             | 船頭町                                                                    | 千代町1丁目～4丁目                 |
| 北新町             | 北新町                                                                    | 寿町・都町                         |
| 西新町             | 西新町                                                                    | 高砂町・寿町・中央町・都町・末広町 |
| 大道町1丁目～5丁目 | 大道町1丁目～3丁目                                                        | 大道町・東大道・金池南             |
| 舞鶴町             | 舞鶴町                                                                    | 長浜町・舞鶴町                     |
| 豊河原（弁天島）   | 豊河原（弁天島）                                                          | 弁天・豊海                         |
| 中島西             | 中島裏                                                                    | 中島西・城崎町・碩田町             |
| 中島中央           | 中島裏                                                                    | 中島中央・中島西・城崎町・碩田町   |
| 中島東             | 中島裏                                                                    | 中島東・中島中央・舞鶴町           |
| 中島北             | 中島裏                                                                    | 中島東・中島中央・碩田町・豊町     |
| 新中島西           | 中島裏                                                                    | 泉町・弁天?                        |
| 新中島東           | 中島裏                                                                    | 泉町・豊町・弁天?                  |
| 新中島南           | 中島裏                                                                    | 碩田町・豊町                       |
| 駅前               | （不明）                                                                  | 末広町                             |
| 金池西             | （不明）                                                                  | 金池南                             |
| 金池中             | （不明）                                                                  | 金池南                             |
| 金池東             | （不明）                                                                  | 上野町                             |
| 金池南             | （不明）                                                                  | 金池町                             |
| 金池北             | （不明）                                                                  | 金池町                             |
| 顕徳寺町           | （不明）                                                                  | 顕徳町                             |
| 御屋敷             | （不明）                                                                  | 大手町                             |
| 江戸町             | （不明）                                                                  | 大手町                             |
| 城崎町             | （不明）                                                                  | 城崎町・大手町                     |
| 新大道町           | （不明）                                                                  | 桜ヶ丘                             |
| 坊ヶ小路町         | （不明）                                                                  | 錦町                               |
| 六坊               | （不明）                                                                  | 六坊南町・六坊北町                 |

ただし、1928年の町名のうち、中ノ町、下市町、小物座町、桧物町、名ヶ小路町、上野町については、その後の行方が不明であった。中ノ町、下市町、小物座町、桧物町については、隣接する中央町または天神町に編入された可能性がある。名ヶ小路町も同様に於北町に編入された可能性がある。上野町については別の地図では金池町周辺に存在したとされている。
1963年より、住居表示実施により、通称町名が順次廃止となった。現在、府内城下にあたる中心部の町では、旧町名を示すプレートを設置している。

## 大字
2005年以前までに設置された大字は以下の通り。

### 大分地区
- 生石
- 上野
- 荏隈
- 大分
- 奥田（現在は廃止）
- 勢家
- 駄原
- 畑中（現在は実質廃止）
- 羽屋（現在は実質廃止）
- 古国府
- 豊饒（現在は実質廃止）
- 三芳
- 永興
- 片島（旧滝尾村）
- 下郡（旧滝尾村）
- 津守（旧滝尾村）
- 羽田（旧滝尾村）
- 曲（旧滝尾村）
- 今津留（旧東大分村、現在は廃止）
- 津留（旧東大分村）
- 萩原（旧東大分村、現在は廃止）
- 牧（旧東大分村）
- 新貝（旧日岡村、現在は廃止）
- 高松（旧日岡村、現在は廃止）
- 原（旧日岡村、現在は廃止）
- 金谷迫（旧八幡村）
- 神崎（旧八幡村）
- 八幡（旧八幡村）
- 高崎（旧挾間町、1956年編入）
- 千歳（旧桃園村→鶴崎市。現在は本庁地区として扱われる）

### 稙田地区
- 賀来（旧賀来村→大分町）
- 国分（旧賀来村→大分町）
- 中尾（旧賀来村→大分町）
- 野田（旧賀来村→大分町）
- 平横瀬（旧賀来村→大分町）
- 岡川（旧東稙田村→大分町）
- 鴛野（旧東稙田村→大分町）
- 寒田（旧東稙田村→大分町）
- 高瀬（旧東稙田村→大分町）
- 田尻（旧東稙田村→大分町）
- 旦野原（旧東稙田村→大分町）
- 光吉（旧東稙田村→大分町）
- 宮崎（旧東稙田村→大分町）
- 市（旧稙田村→大分町）
- 鬼崎（旧稙田村→大分町）
- 小野鶴（旧稙田村→大分町）
- 上宗方（旧稙田村→大分町）
- 木上（旧稙田村→大分町）
- 口戸（旧稙田村→大分町）
- 下宗方（旧稙田村→大分町）
- 田原（旧稙田村→大分町）
- 玉沢（旧稙田村→大分町）
- 横瀬（旧稙田村→大分町）
- 廻栖野（旧稙田村→大分町）
- 東院（挾間町より1956年に大分市に編入された。現在は稙田地区に属する）
- 宮苑（挾間町より1956年に大分市に編入された。現在は稙田地区に属する）

### 大南地区
- 奥（旧吉野村→大南町）
- 志津留（旧吉野村→大南町）
- 杉原（旧吉野村→大南町）
- 月形（旧吉野村→大南町）
- 辻（旧吉野村→大南町）
- 萩尾（旧吉野村→大南町）
- 福良（旧吉野村→大南町）
- 宮尾（旧吉野村→大南町）
- 吉野原（旧吉野村→大南町）
- 上戸次（旧戸次町→大南町）
- 下戸次（旧戸次町→大南町）
- 中戸次（旧戸次町→大南町）
- 河原内（旧竹中村→大南町）
- 竹中（旧竹中村→大南町）
- 端登（旧竹中村→大南町）
- 上判田（旧判田村→大南町）
- 下判田（旧判田村→大南町）
- 中判田（旧判田村→大南町）
- 安藤（1963年、大野町より編入）

### 坂ノ市地区
- 木田（旧坂ノ市町）
- 久原（旧坂ノ市町）
- 坂ノ市（旧坂ノ市町、大分市合併時に市から改称）
- 東上野（旧坂ノ市町、大分市合併時に上野から改称）
- 細（旧坂ノ市町）
- 市尾（旧小佐井村→坂ノ市町）
- 里（旧小佐井村→坂ノ市町）
- 屋山（旧小佐井村→坂ノ市町）
- 丹川（旧丹生村→坂ノ市町）
- 一木（旧丹生村→坂ノ市町）
- 久土（旧丹生村→坂ノ市町）
- 佐野（旧丹生村→坂ノ市町、大分市合併時に原から改称）
- 丹生（旧丹生村→坂ノ市町）
- 日吉原（1977年、7号埋立地より発足）

### 大在地区
- 北（旧大在村）
- 志村（旧大在村）
- 城原（旧大在村）
- 竹下（旧大在村）
- 角子原（旧大在村）
- 浜（旧大在村）
- 政所（旧大在村）
- 横田（旧大在村）
- 青崎（1970年代頃、?6号埋立地より発足）
- 大在（大在埋立地より発足。年不詳）

### 鶴崎地区・明野地区
- 小中島（旧鶴崎町→鶴崎市）
- 鶴崎（旧鶴崎町→鶴崎市）
- 乙津（旧桃園村→鶴崎市）
- 三川（旧桃園村→鶴崎市、現在は廃止）
- 皆春（旧別保村→鶴崎市）
- 森（旧別保村→鶴崎市）
- 森町（旧別保村→鶴崎市）
- 下徳丸（旧高田村→鶴崎市）
- 関園（旧高田村→鶴崎市）
- 常行（旧高田村→鶴崎市）
- 鶴瀬（旧高田村→鶴崎市）
- 丸亀（旧高田村→鶴崎市）
- 南（旧高田村→鶴崎市）
- 家島（旧三佐村→鶴崎市）
- 海原（旧三佐村→鶴崎市）
- 三佐（旧三佐村→鶴崎市）
- 大津留（旧松岡村→鶴崎市）
- 毛井（旧松岡村→鶴崎市）
- 松岡（旧松岡村→鶴崎市）
- 迫（旧川添村→鶴崎市）
- 種具（旧川添村→鶴崎市）
- 広内（旧川添村→鶴崎市）
- 宮河内（旧川添村→鶴崎市）
- 猪野（旧明治村→鶴崎市）
- 葛木（旧明治村→鶴崎市）
- 小池原（旧明治村→鶴崎市）
- 横尾（旧明治村→鶴崎市）
- 明野（旧鶴崎市。1957年、猪野より分立。1967年に一部が西明野となり、1972年に残りが東明野となり消滅。）
- 一ノ洲（旧鶴崎市、1962年、1号埋立地より発足）
- 中ノ洲（1965年、2号埋立地より発足）
- 西明野（1967年、明野より発足）
- 東明野（1972年、明野より発足）

## 町

### 住居表示実施地区
大分市の町は大半が住居表示によるものだが、一部、住居表示未実施の町がある。住宅団地においては、街区方式で地番整理を行っている地区があり、それについては★印、それ以外の住居表示未実施の町については☆を表記する。
大分市の支所の管轄、本庁地区については大分中央警察署の管轄における情報を元に大字以外の公式町名を列挙する。
地区別・実施年度順に記載する（括弧内は実施年、旧大字。ただし、大字大分については上記の町名で記述する）。

#### 大分地区
- 末広町1丁目～2丁目（1963年、於北町・西新町・駅前）
- 高砂町（1963年、西新町・勢家）
- 中央町1丁目～4丁目（1963年、本町・竹町・西新町・若草・紺屋町・荷揚町西・中央町）
- 千代町1丁目～4丁目（1963年、船頭町・堀川町・勢家）
- 荷揚町（1963年、荷揚町北）
- 府内町1丁目～3丁目（1963年、天神町・南新地・荷揚町南・中央町・金池町）
- 都町1丁目～4丁目（1963年、紺屋町・荷揚町西・西新町・堀川町・北新町）
- 寿町（1963年、勢家・西新町・北新町・堀川町）
- 勢家町1丁目～4丁目（1963年、勢家）
- 新町（1963年、駄原・勢家）
- 中春日町（1963年、駄原）
- 西春日町（1963年、駄原）
- 東春日町（1963年、駄原・勢家）
- 大手町1丁目～3丁目（1964年、稲荷町東・胡町・万屋町・米屋町・後小路・古川町・江戸町・外堀・南新地・長池町・北町・御屋敷・荷揚町東・城崎町）
- 金池町1丁目～5丁目（1964年、金池北・金池南・南新町・東新町北・東新町南・塩九升町）
- 顕徳町1丁目～3丁目（1964年、顕徳寺町）
- 長浜町1丁目～3丁目（1964年、長浜東・長浜西・塩九升町・舞鶴町）
- 錦町1丁目～3丁目（1964年、長浜南・坊ヶ小路町）
- 泉町（1964年、新中島東・新中島西）
- 城崎町1丁目～3丁目（1964年、城崎町・中島西・中島中央）
- 碩田町1丁目～3丁目（1964年、中島西・中島中央・中島北・新中島南）
- 中島中央1丁目～3丁目（1964年、中島中央・中島東・中島北）
- 中島西1丁目～3丁目（1964年、中島西・中島中央・荷揚町東）
- 中島東1丁目～3丁目（1964年、中島東・中島北）
- 弁天町→弁天1丁目～4丁目（弁天町:1964年～1974年。3丁目までは1974年、4丁目は2001年に豊河原（弁天島）・新中島？[注 2]）
- 舞鶴町1丁目～3丁目（1964年、舞鶴町・中島東）
- 豊町1丁目～2丁目（1964年、新中島東・新中島南・中島北）
- 上野丘1丁目～2丁目（1965年、上野・永興。2025年、長らく上野丘1丁目と通称された地域[注 3]を2丁目に編入した）
- 上野丘西（1965年、上野）
- 上野丘東（1965年、上野・元町）
- 上野町（1965年、上野・金池東）
- 元町（1965年、元町）
- 大道町1丁目～5丁目（1965年、三芳・勢家・大道町1丁目～5丁目）
- 金池南1丁目～2丁目（1965年、上野・金池中・金池西・大道町1丁目）
- 桜ヶ丘（1965年、上野・新大道町）
- 住吉町1丁目～2丁目（1965年、三芳）
- 東大道1丁目～3丁目（1965年、三芳・大道町1丁目～5丁目）
- 王子北町（1966年、駄原）
- 王子中町（1966年、駄原）
- 王子南町（1966年、駄原）
- 要町（1966年、大字大分[注 4]）
- 豊海1丁目～5丁目（1966年、豊河原（弁天島）・5号埋立地）
- 王子西町（1970年、駄原）
- 新川町1丁目～2丁目（1971年、勢家）
- 高松1丁目～2丁目（1974年、高松）
- 高松東1丁目～3丁目（1974年、高松）
- 花高松1丁目～3丁目（1974年、高松・原）
- 日岡1丁目～3丁目（1974年、高松・原）
- 松原町1丁目～3丁目（1974年、高松・原）
- 向原沖1丁目～3丁目（1974年、原）
- 向原西1丁目～2丁目（1974年、原）
- 向原東1丁目～2丁目（1974年、原）
- 高城本町（1974年、千歳）
- 高城南町（1974年、千歳）
- 寺崎町1丁目～2丁目（1974年、千歳）
- 仲西町1丁目～2丁目（1974年、千歳）
- 原川1丁目～3丁目（1974年、千歳）
- 山津町1丁目～2丁目（1974年、千歳）
- 青葉町（1977年、今津留）
- 今津留1丁目～3丁目（1977年、今津留・津留）
- 岩田町1丁目～4丁目（1977年、津留）
- 大州浜1丁目～2丁目（1977年、津留）
- 大津町1丁目～3丁目（1977年、今津留・津留）
- 古ヶ鶴1丁目～2丁目（1977年、津留）
- 中津留1丁目～2丁目（1977年、津留）
- 西新地1丁目～2丁目（1977年、今津留）
- 西浜（1977年、今津留・津留）
- 花津留1丁目～2丁目（1977年、津留）
- 東津留1丁目～2丁目（1977年、津留）
- 東浜1丁目～2丁目（1977年、津留）
- 南津留（1977年、今津留・津留）
- 生石1丁目～5丁目（1978年、生石）
- 生石港町1丁目～2丁目（1978年、生石・神崎）
- 王子新町（1981年、駄原・生石）
- 王子町（1981年、駄原・生石）
- 王子港町（1981年、駄原・生石）
- 浜の市1丁目～2丁目（1981年、生石）
- 田室町（1982年、駄原）
- 南春日町（1982年、駄原）
- 新春日町1丁目～2丁目（1983年、駄原）
- 城東町（1985年、牧・千歳）
- 新貝（1985年、新貝）
- 新栄町（1985年、新貝）
- 萩原1丁目～4丁目（1985年、萩原）
- 萩原緑町（1985年、萩原）
- 原新町（1985年、新貝）
- 日吉町（1985年、新貝・高松）
- 牧1丁目～3丁目（1985年、牧）
- 牧上町（1985年、牧）
- 牧緑町（1985年、牧）
- 高城新町（1985年、千歳）
- 高城西町（1985年、牧・千歳）
- にじが丘1丁目～3丁目（年不詳、三芳）★
- 青葉台1丁目～4丁目（年不詳、金谷迫）★
- 藤の台（年不詳、下郡）★
- 高尾台1丁目～2丁目（1994年、駄原）
- 六坊北町（1996年、六坊）
- 六坊南町（1996年、六坊・上野）
- 下郡北1丁目～3丁目（1997年、下郡）
- 下郡中央1丁目～3丁目（1997年、下郡）
- 下郡東1丁目～2丁目（1997年、下郡）
- 下郡南1丁目～5丁目（1997年、下郡）
- 星和台1丁目～2丁目（1998年、曲）
- 芳河原台（1998年、曲）
- 高崎1丁目～4丁目（1999年、駄原）
- かたしま台1丁目～3丁目（2002年、片島・下郡）★
- 希望が丘1丁目～2丁目（2002年、牧・下郡）☆
- はなの森（2004年、永興）★
- 西大道1丁目～4丁目（2004年、三芳・駄原）
- 季の坂1丁目～3丁目（2010年、三芳・駄原）
- 王子山の手町（2014年、駄原）
- 下郡山の手（2017年、牧・下郡）
- 永興1丁目～3丁目（2020年、永興・荏隈・奥田）
- 三ケ田町1丁目～3丁目（2020年、永興・奥田）
- 旭町（2020年、永興）
- 竹の上（2020年、荏隈・永興）
- 中の瀬町（2020年、荏隈）
- 明磧町1丁目～2丁目（2020年、荏隈・奥田）
- 田中町1丁目～3丁目（2020年、奥田）
- 畑中1丁目～5丁目（2020年、畑中・奥田）
- 豊饒1丁目～3丁目（2020年、豊饒・畑中）
- 二又町1丁目～3丁目（2020年、奥田・羽屋・永興）
- 南太平寺1丁目～4丁目（2021年、古国府・羽屋・永興）[4]
- 上田町1丁目～3丁目（2021年、羽屋・永興）[4]
- 古国府1丁目～6丁目（2021年、古国府・永興）[4]
- 羽屋1丁目～4丁目（2021年、羽屋・豊饒）[4]
- 羽屋新町1丁目～3丁目（2021年、羽屋）[4]
- 広瀬町1丁目～2丁目（2021年、古国府）[4]
- 花園1丁目～3丁目（2021年、羽屋・古国府・畑中）[4]
- 尼が瀬1丁目～3丁目（2021年、奥田・荏隈）[4]
- 荏隈町1丁目～2丁目（2021年、荏隈）[4]
- 新川西1丁目～2丁目（2022年、勢家）
- 城南東1丁目～2丁目（2022年、永興） - 城南東町と通称された区域。
- 城南西1丁目～2丁目（2022年、永興） - 城南西町と通称された区域。
- 城南南1丁目～2丁目（2022年、永興） - 城南南町と通称された区域。
- 城南北1丁目～2丁目（2022年、永興・三芳） - 城南北町と通称された区域。
- 深河内1丁目～3丁目（2025年、荏隈・永興）

#### 稙田地区
- 敷戸北町（1979年、曲）
- 敷戸新町（1979年、鴛野）
- 敷戸西町（1979年、曲・鴛野）
- 敷戸東町（1979年、曲・旦野原）
- 敷戸南町（1979年、曲・旦野原・鴛野）
- 緑が丘1丁目～5丁目（1992年、横瀬）
- 東野台1丁目～3丁目（年不詳、東院・野田）★
- 敷戸台1丁目～2丁目（1998年、鴛野）
- 賀来北1丁目～3丁目（2002年、賀来）
- 賀来南1丁目～3丁目（2丁目までは2002年、3丁目は2014年に賀来）
- 富士見が丘西1丁目～4丁目（2003年、横瀬・田原）
- 富士見が丘東1丁目～5丁目（2003年、横瀬）
- 小野鶴南1丁目～2丁目（2006年、小野鶴・田原）
- 国分新町（2012年、国分・中尾）
- 賀来西1丁目～2丁目（2014年、賀来）
- 松が丘1丁目～4丁目（2016年、上宗方・小野鶴）
- 寒田わかば台（2017年、宮崎・寒田）
- 田尻南1丁目～2丁目（2018年、岡川）
- 田尻東（2019年、田尻・高瀬・岡川）- 田尻グリーンハイツと通称された区域[5]。
- 田尻西（2019年、高瀬・岡川）- 田尻グリーンハイツと通称された区域[5]。
- 田尻中央（2019年、高瀬・岡川）- 田尻グリーンハイツと通称された区域[5]。
- 田尻北（2019年、田尻・高瀬）- 田尻グリーンハイツと通称された区域[5]。
- 上宗方南1丁目～3丁目（2019年、上宗方）- 2丁目～3丁目は二豊団地と通称された区域。
- 椿が丘1丁目～2丁目（2019年、上宗方・小野鶴）
- 雄城台中央1丁目～2丁目（2019年、上宗方・市）- 雄城台住宅地と通称された区域。
- 雄城台（2019年、上宗方・市）- 雄城台団地と通称された区域。
- 賀来新川1丁目～2丁目（2021年、賀来・荏隈） - 賀来新川およびツインプラザ大分と通称された区域。[4]
- 木上台1丁目～2丁目（2021年、木上・田原・市） - カームタウン木ノ上と通称された区域。[4]
- ふじが丘北1丁目～2丁目（2022年、光吉・田尻） - ふじが丘北区と通称された区域。
- ふじが丘東1丁目～3丁目（2022年、光吉・田尻） - ふじが丘東区と通称された区域。
- ふじが丘西1丁目～3丁目（2022年、田尻） - ふじが丘西区と通称された区域。
- ふじが丘南1丁目～3丁目（2022年、田尻・寒田） - ふじが丘南区と通称された区域。
- ふじが丘山手1丁目～3丁目（2022年、田尻・寒田・岡川） - ふじが丘山手区と通称された区域。
- 国分台（2023年、国分）
- 萌葱台1丁目～2丁目（2024年、市・小野鶴・田原） - 萌葱台と通称された区域。
- 宗方台北（2025年、上宗方）
- 宗方台西（2025年、上宗方）
- 宗方台東（2025年、上宗方）

#### 大南地区
- ひばりヶ丘1丁目～5丁目（1986年、下判田）
- けやき台1丁目～4丁目（年不詳、下戸次・中戸次）★
- 高江北1丁目～2丁目（2003年、上判田・中判田）★
- 高江中央1丁目～3丁目（2003年、上判田）★
- 高江西1丁目～2丁目（2003年、上判田）☆
- 高江南1丁目～3丁目（2003年、上判田）★
- 判田台北1丁目～4丁目（2018年、上判田・中判田・下判田）[6][7]
- 判田台東1丁目～2丁目（2018年、中判田・下判田）
- 判田台南1丁目～4丁目（2018年、上判田・中判田・下判田）
- 梅が丘1丁目～3丁目（2023年、杉原）

#### 坂ノ市地区
- 恵比寿町（1996年、坂ノ市）
- 王ノ瀬1丁目～2丁目（1996年、里）
- 久原北（1996年、久原）
- 浜中（1996年、坂ノ市）
- 大分流通業務団地1丁目～3丁目（2002年、佐野・丹川）☆
- 久原中央1丁目～4丁目（2003年、久原）
- 久原南1丁目～2丁目（2003年、久原）
- 小佐井1丁目～3丁目（2003年、里・屋山・市尾）
- 坂ノ市中央1丁目～5丁目（2003年、坂ノ市）
- 坂ノ市西1丁目～2丁目（2003年、坂ノ市・木田）
- 坂ノ市南1丁目～4丁目（2003年、坂ノ市・木田）
- 里1丁目～3丁目（2003年、里）

#### 大在地区
- 曙台1丁目～4丁目（3丁目までは1990年に、4丁目は2012年に政所・城原より成立）
- 青崎1丁目～2丁目（1996年、志村・北）
- 大在北1丁目～4丁目（1996年、北）
- 大在中央1丁目～2丁目（1996年、横田・政所）
- 大在浜1丁目～2丁目（1996年、浜）
- 汐見1丁目～2丁目（1996年、浜）
- 志村1丁目～2丁目（1996年、志村）
- 庄境（1996年、志村・角子原）
- 須賀1丁目～2丁目（1996年、志村）
- 竹下1丁目～2丁目（1996年、竹下）
- 角子原1丁目～2丁目（1996年、角子原）
- 角子南1丁目～2丁目（1996年、横田・角子原）
- 花江川（1996年、志村・角子原）
- 政所1丁目～2丁目（1996年、政所）
- 横田1丁目～2丁目（1996年、横田）
- 横塚1丁目～2丁目（1996年、竹下）
- 望みが丘（年不詳、角子原）★

#### 鶴崎地区
- 乙津町（1974年、乙津）
- 乙津港町1丁目～2丁目（1974年、乙津）
- 三川上1丁目～4丁目（1974年、三川）
- 三川下1丁目～3丁目（1974年、三川）
- 三川新町1丁目～2丁目（1974年、三川）
- 北鶴崎1丁目～2丁目（1975年、鶴崎）
- 中鶴崎1丁目～2丁目（1975年、鶴崎）
- 西鶴崎1丁目～3丁目（1975年、鶴崎）
- 東鶴崎1丁目～3丁目（1975年、鶴崎）
- 南鶴崎1丁目～3丁目（1975年、鶴崎）
- 小中島1丁目～3丁目（2000年、小中島）
- 徳島1丁目～3丁目（2000年、小中島）
- 法勝台1丁目～3丁目（2001年、猪野・東明野）※現在は1丁目のみ明野地区として扱われる。
- 公園通り1丁目～5丁目（2002年、松岡）★
- 公園通り西1丁目～2丁目（2002年、松岡）☆
- 三佐1丁目～6丁目（2002年、三佐・海原）
- 京が丘南1丁目～4丁目（松岡・下判田。2丁目までは2007年に町名設置が行われ、2015年に3丁目を追加され、同時に全域で住居表示実施。2023年に4丁目追加）
- 横尾東町1丁目～4丁目（2019年、横尾）
- 森町西1丁目～5丁目（2020年、森町・皆春・葛木）
- 新明治1丁目～6丁目（2024年、猪野）

#### 明野地区
- 明野北1丁目～5丁目（1丁目は1987年に、2丁目以降は2007年に東明野より成立）
- 明野高尾1丁目～4丁目（2丁目までは1987年に横尾・下郡より、3丁目以降は下郡・片島より成立（3町以降の成立年不詳、★））
- 明野西1丁目～2丁目（1987年、西明野）
- 明野東1丁目～5丁目（1987年、東明野）
- 明野南1丁目～3丁目（1987年、西明野・東明野）
- 東原1丁目～3丁目（2018年、牧・千歳）1丁目の大部分はコモンライフ高城と通称された地域。それ以外は通称・東原であった。

この他、法勝台1丁目が明野地区として扱われる。

### 通称町名
上記の正式町名以外に、通称町名を用いる地区も多数ある。旧市地区においては、別府市同様に、大字表記による正式地名と、通称町名と「組」を用いた通称地名が併用されている。また、それ以外の地区でも、住宅団地地区の場合、「組」などを用いて表記している。現在、大分市では順次正式町名化を進めており、判田台地区などで住居表示が実施された。ここでは、大分市の公式サイトを基準とし町を列挙する。

#### 大分地区
- 元町（大分）
- 上野南（上野・永興）
- 庄の原（永興・三芳・荏隈・賀来）
- 太平町（三芳）
- 椎迫（三芳）
- 志手（三芳・駄原）
- 大道町6丁目（三芳）
- 大石町1丁目～5丁目（荏隈）
- 芦崎（勢家）
- 浜町北（勢家）
- 浜町東（勢家）
- 春日浦（駄原）
- 上春日町（駄原）
- 新春日町（駄原）
- 高崎山荘通り（駄原）
- 南生石東（生石・駄原）
- 南生石西（生石・駄原）
- 御幸町（生石・八幡・神崎）
- 大久保（八幡・生石）
- 東八幡1丁目～9丁目（八幡・駄原・生石）
- 上八幡（八幡）
- 下八幡（八幡）
- 上白木（神崎・八幡）
- 下白木（神崎）
- 田ノ浦（神崎）
- 鳴川（神崎）
- 金谷迫（金谷迫・賀来）
- 机張原（高崎・八幡）
- 片島（片島・羽田）
- 米良（片島）
- ゆめが丘（下郡）
- 裏川団地（下郡）
- 加納（下郡）
- 北下郡（下郡・津留）
- 南下郡（下郡）
- 長谷町（下郡・羽田）
- 羽田（羽田）
- 津守（津守・曲）
- 富岡（津守）
- 曲（曲）
- 芳河原（曲）
- 牧（牧）
- 岡（千歳）
- 岡新町（千歳）
- 千歳（千歳）
- 千歳団地（千歳）
- 仲西町（千歳）
- 山津（千歳）
- 桃園団地（千歳・皆春）

#### 稙田地区
- グランビュー光吉（光吉）
- 小原団地（光吉）
- 光吉新町（光吉・田尻）
- 光吉台（光吉）
- 光吉御苑（光吉）
- 宮崎台1丁目～3丁目（宮崎）
- 天領ハイツ（田尻）
- 小野鶴新町（小野鶴）
- 国分団地（国分）
- 大園団地（鴛野）
- サンシャインしきど（鴛野）
- 敷戸駅北町（鴛野）
- 東木団地（鴛野）
- 花の木坂（鴛野）
- 坂詰団地（鴛野・寒田）
- 寒田田園町（鴛野・寒田）
- サントピア西寒多（寒田）
- サントピア藤美園（寒田）
- スカイタウン寒田（寒田）
- 寒田北町1丁目～4丁目（寒田）
- 寒田御苑（寒田）
- 寒田ささむた苑（寒田）
- 寒田西町（寒田）
- 寒田南町1丁目～4丁目（寒田）
- 旦野原ハイツ西区（旦野原）
- 旦野原ハイツ東区（旦野原）
- 高江ハイツ（旦野原）
- 美し野1丁目～2丁目（旦野原）

#### 大南地区
- 美園団地（中戸次）
- ロングヒル中央（杉原）

#### 鶴崎地区
- 鶴崎コスモス団地（森）
- 久保山団地（森）
- パークヒルズ久保山（森）
- つるさき陽光台（迫・種具）
- リバーサイド若葉台（種具）
- 宮河内ハイランド（宮河内）

#### 明野地区
- 則小池（東明野）
- サンランド高城（千歳）
- 高城団地（千歳）
- 高城台（千歳・小池原・東明野）

## 平成の大合併
2005年（平成17年）に大分郡野津原町と北海部郡佐賀関町の2町を編入した。「大分市」に続けて旧町の大字を続けているため、旧2町の中心部以外は住所表記に旧町名が用いられていない。

### 旧野津原町
- 入蔵
- 太田
- 上詰
- 沢田
- 下原
- 竹矢
- 辻原
- 野津原
- 福宗
- （廻栖野=先に大分市に属していた地区に統合された）
- 今市（旧今市村）
- 高原（旧今市村）
- 荷尾杵（旧今市村）

### 旧佐賀関町
- 佐賀関（大分市合併後の2006年に関より改称）
- 白木
- 一尺屋（旧一尺屋村）
- 大平（旧神崎村）
- 木佐上（旧神崎村）
- 本神崎（旧神崎村、大分市合併時に神崎より改称）
- 志生木（旧神崎村）
- 馬場（旧神崎村）